# Procordulia rantemario
Procordulia rantemario är en trollsländeart som beskrevs av Van Tol 1997. Procordulia rantemario ingår i släktet Procordulia och familjen skimmertrollsländor. Inga underarter finns listade i Catalogue of Life.